# Artazu
Artazu es un municipio de la Comunidad Foral de Navarra, situado en la Merindad de Estella, en la comarca de Puente la Reina y a 29 km de la capital de la comunidad, Pamplona. Su población en 2024 fue de 124 habitantes (INE).
Inicialmente adscrita a la zona no vascófona por la Ley Foral 18/1986, en junio de 2017 el Parlamento navarro aprobó el paso de Artazu a la Zona mixta de Navarra mediante la Ley foral 9/2017.

## Símbolos
El escudo de armas del lugar de Artazu tiene el siguiente blasón:

Trae de oro y un árbol de sínople.

## Geografía
La localidad de Artazu está situada en la parte central de la Comunidad Foral de Navarra dentro de la Zona Media de Navarra o Navarra Media y el Valle de Mañeru o Val de Mañeru a una altitud 447 m s. n. m. Su término municipal tiene una superficie de 6,03 km² y limita al Norte y Este con el municipio de Puente la Reina, al sur con el de con Mañeru y al oeste con el de Guirguillano.
La localidad se encuentra en la falda oriental del cerro de Santa Cruz (563 m s. n. m.), en medio de un paisaje rocoso de limonitas y areniscas rojizas del terciario continental, este lugar del valle de Mañeru se encuentra separado del Valdizarbe por el río Arga.

## Demografía
Artazu cuenta con una población de 124 habitantes (INE 2024).
| Gráfica de evolución demográfica de Artazu entre 1842 y 2021                                                        |
| |
| Población de derecho según los censos de población del INE Población de hecho según los censos de población del INE |

## Cultura

### Patrimonio

#### Iglesia de San Miguel Arcángel
Se trata de un edificio que ha sufrido muchas transformaciones a lo largo de los siglos. En su origen era un templo pregótico, en el que se realizaron obras en 1549 por el cantero Juan De Inchaurrondo. Otra reforma se produce en 1633, año en que se documenta la reconstrucción de toda la iglesia a cargo del cantero Pedro Urdinarán. Finalmente, en la época neoclásica, se reformó en profundidad, adquiriendo el aspecto definitivo. Tiene planta de cruz latina con crucero cuadrado y cabecera rectangular, la nave del siglo XIII se estrecha en relación con el resto de la obra del siglo XVII. Al exterior se aprecian las diferentes fases constructivas; la puerta de acceso tiene arco de medio punto renacentista y está protegida por un pórtico cubierto con bóveda de crucería estrellada y torre erigida a sus pies. En su interior destaca la talla romanista de un Crucificado, de principios del siglo XVII, realizada por el estellés Domingo de Bidarte y la Virgen del Rosario, obra de Bernabé Imberto de fines del siglo XVI.
La sacristía conserva una imagen de San Miguel, expresivista del segundo tercio del siglo XVI, varios cálices (algunos puzonados) y una cruz parroquial de plata, neoclásica y punzonada por Sasa.

#### Ermita de Santa Cruz
Situada un cuarto de hora de camino hacia Soracoiz, su construcción data del siglo XVI, aunque en ella se ha llevado a cabo importantes reformas en el siglo XIX y posteriormente en el siglo XX.

### Fiestas y eventos
La localidad celebra sus fiestas patronales en honor de San Miguel el 29 de septiembre. Es mismo mes el día 14 tiene lugar una romería el 14 a la ermita de Santa Cruz.